# Condado de Santa Cruz (Arizona)
Para el condado con el mismo nombre en California, véase: Condado de Santa Cruz.
El condado de Santa Cruz es uno de los 15 condados del Estado estadounidense de Arizona. La sede del condado y su mayor ciudad es Nogales. El condado posee un área de 3207 km² (los cuales 1 km² están cubiertos por agua), la población de 38 381 habitantes, y la densidad de población es de 12 hab/km² (según censo nacional de 2000). Este condado fue fundado en 1899.
El 76 % de la población es de origen hispano.